# Jerzy Iwanowski
Jerzy Iwanowski (ur. 29 stycznia?/10 lutego 1878 w Krasnoje w guberni woroneskiej, zm. 28 marca 1965 w Penley) – polski działacz społeczny i polityk, inżynier, minister spraw zagranicznych Litwy Środkowej (1920–1922) oraz senator III kadencji (1930–1935), założyciel Unii Narodowo-Państwowej w 1922 roku.

## Życiorys
Był synem Leonarda – szlachcica h. Rogala odm., inżyniera i prezesa Komitetu Technicznego przy Ministerstwie Skarbu w Petersburgu i Jadwigi baronówny von Reichel.
Ukończył V Gimnazjum w Warszawie. W latach 1895–1901 studiował na Wydziale Mechanicznym Petersburskiego Instytutu Technologicznego, gdzie uzyskał dyplom inżyniera technologii. W czasie studiów dwukrotnie wydalany z uczelni za przynależność do PPS (do której wstąpił prawdopodobnie w 1896 r.). Po 1901 działał w PPS w Częstochowie, Zagłębiu Dąbrowskim oraz na warszawskiej Woli. Uczestniczył w przygotowaniu ucieczki Józefa Piłsudskiego z petersburskiego szpitala św. Mikołaja Cudotwórcy. 
W latach 1901–1903 pracował jako inżynier technologii w rakowskiej Hucie Bernarda Handtkego.
Na przełomie 1902 i 1903 r., już jako wicedyrektor Towarzystwa Akcyjnego Zakładów Metalowych „B. Hantke”, przeniósł się do Warszawy, gdzie został wkrótce aresztowany i więziony X Pawilonie Cytadeli Warszawskiej, gdzie przebywał tam niemal cztery miesiące, po czym został zwolniony za kaucją. Następnie zesłany w głąb Rosji. W okresie 1906–1907 pracował w Wilnie. Po opuszczeniu więzienia i otrzymania zakazu powrotu do Królestwa Polskiego, pracował w petersburskim i moskiewskim oddziałach British Westinghouse Electric Co., angażował się tam w działalność PPS-Frakcji Rewolucyjnej.Na początku 1904 r. otrzymał wyrok administracyjny skazujący na czteroletnie zesłanie do guberni nowogorodzkiej. Dzięki amnestii ogłoszonej w 1905 r. uzyskał możliwość przyjazdu do Wilna, gdzie ponownie włączył się w prace PPS. Aresztowany pod koniec 1906 r. był przez pięć miesięcy przetrzymywany w więzieniu na Łukiszkach.  Po wyjściu na wolność działał w Polskiej Partii Socjalistycznej Frakcji Rewolucyjnej na terenie Rosji. W obawie przed ponownym uwięzienia wyjechał do Chin, gdzie pracował dla towarzystwa „Siemens-Schuckert” w Mandżurii, później reprezentował tę firmę w Japonii, USA i Rosji. Po wybuchu I wojny światowej organizował m.in. w Szanghaju przerzut polskich jeńców do Legionów. W 1916 przebywał w USA i współpracował z tamtejszym Komitetem Obrony Narodowej, w 1917 działał w Polskiej Organizacji Wojskowej w Moskwie oraz współorganizował Stowarzyszenie Techników Polaków w Rosji.

### II Rzeczpospolita
W 1918 wrócił do odradzającej się Polski, by w rządzie Jędrzeja Moraczewskiego 17 listopada 1918 objąć tekę ministra przemysłu i handlu. Za swój główny cel uznał utrzymanie w ruchu funkcjonujących zakładów przemysłowych oraz podjęcie starań o otwarcie fabryk, które zostały czasowo unieruchomione. Próbował tym zwiększyć zatrudnienie tysięcy robotników, który powrócili do kraju i szukali pracy. W związku z deficytem surowców, zwłaszcza węgla, i przy braku maszyn oraz sił fachowych, Iwanowski opowiadał się za zrzeszaniem fabryk w tzw. zespoły techniczne. Miały one podlegać państwowej kontroli produkcji i dystrybucji przy pozostawieniu jednakże szerokiego pola inicjatywie przedsiębiorczości prywatnej. Iwanowski doprowadził do zajęcia na rzecz państwa zakładów przemysłowych, które zostały opuszczone przez władze okupacyjne, a nie uległy przejęciu przez właścicieli. Ponadto rolę delegatów robotniczych w fabrykach chciał ograniczyć do kwestii reprezentowania i obrony interesów proletariatu. Jako minister uznawał konieczność wprowadzenia ośmiogodzinnego dnia pracy oraz opowiadał się za rozwojem ruchu związkowego w Polsce, czy popierał ideę rozszerzania zakresu umów zbiorowych. 
Po upadku rządu, wszedł w skład nowego gabinetu, któremu przewodził Ignacy Paderewski. Urząd ministra  ochrony pracy i opieki społecznej zaczął pełnić od 16 stycznia 1919 r. Na jednym z pierwszych posiedzeń nowego rządu zaproponował wydanie przez Radę Ministrów specjalnej odezwy do bezrobotnych, czemu jednakże przeciwstawił się minister spraw wewnętrznych Stanisław Wojciechowski. W kwietniu 1919 r. wyszedł z propozycją, by straty przedsiębiorstw prywatnych pokrywać ze skarbu państwa, co miało stanowić zachętę dla uruchamiania zakładów. Przeciwko takiemu rozwiązaniu jednoznacznie wypowiedział się minister skarbu Stanisław Karpiński. Do sukcesów należy zaliczyć wydanie dekretu o pracowniczych związkach zawodowych z 8 lutego 1919 r., a także przyjęcie ustawy o zatargach zbiorowych w rolnictwie z 1 sierpnia 1919 r. Iwanowski postrzegany jako polityk lewicowy i poddawany w związku z tym ostrej krytyce na forum parlamentu, 18 lipca 1919 r. złożył dymisję, która nie została jednak przyjęta. 
W lipcu i sierpniu 1919 kierował polską misją przemysłowo-handlową przy rządzie Denikina, z którym 24 października 1919 r. zawarł układ handlowy.
Po ustąpieniu z funkcji ministerialnej służył w Wojsku Polskim, m.in. w 1. pułku artylerii polowej Dywizji Litewsko-Białoruskiej. Po zajęciu Litwy Środkowej przez wojska gen. Żeligowskiego (bunt Żeligowskiego), 9 października 1920 był jednym z sygnatariuszy odezwy „Do ludności Litwy Środkowej”, którzy jako członkowie Tymczasowej Komisji Rządzącej podpisali ją obok generała. W strukturze Tymczasowej Komisji Rządzącej 12 października 1920 Jerzy Iwanowski został mianowany przez Naczelnego dowódcę Wojsk Litwy Środkowej gen. Lucjana Żeligowskiego na stanowisko Dyrektora Departamentu Spraw Zagranicznych. Funkcję pełnił do 1922.
W 1922 r. przeniesiony do rezerwy w stopniu podpułkownika wojsk samochodowych ze starszeństwem z dniem 1 czerwca 1919 i przydzielony do 7 dywizjonu samochodowego jako oddziału macierzystego. W 1923 był oficerem rezerwowym 3 dywizjonu samochodowego w garnizonie Grodno.
W wyborach do sejmu 1922 otwierał listę państwową Unii Narodowo-Państwowej. Wobec wyborczej klęski ugrupowania starania o mandat zakończyły się fiaskiem. Po przewrocie majowym był związany z Bezpartyjnym Blokiem Współpracy z Rządem. W Senacie II kadencji (1928–1930) był zastępcą senatora. W latach 1930–1935 był senatorem z województwa łódzkiego. Był przewodniczącym Rady Wojewódzkiej BBWR w Łodzi.
W latach 1921–1925 był dyrektorem Banku dla Elektryfikacji Polski SA w Warszawie (Elektrobanku). Należał do współzałożycieli Towarzystwa Wydawniczego „Ignis” SA, w którym pełnił też funkcję członka zarządu. Natomiast od 1926 działał w loży masońskiej „Machnicki”, był członkiem YMCA i Rotary Club w Warszawie. W okresie 1930–1935 był prezesem Łódzkiego Towarzystwa Elektrycznego. Od 1937 do 1939 działał w Rotary Club w Warszawie. W ostatnich latach przed wybuchem wojny światowej pracował jako inżynier w Łodzi.

### II wojna światowa i dalsze życie
We wrześniu 1939 r. opuścił Polskę i przez Rumunię, gdzie był internowany, przedostał się do Francji. W kolejnych latach służył jako oficer w szeregach Polskich Sił Zbrojnych na Zachodzie, już na terenie Wielkiej Brytanii został zastępcą kierownika Biura Technicznego w Centrum Wyszkolenia Saperów. W lutym 1945 r. był jednym z sygnatariuszy apelu, jaki wystosowała grupa dawnych polskich parlamentarzystów do członków parlamentu brytyjskiego w związku z decyzjami podjętymi w sprawie polskiej podczas konferencji w Jałcie. 
Po wojnie udzielał się w środowiskach polonijnych w Wielkiej Brytanii, przez wiele lat pełniąc funkcję przewodniczącego Rady Naczelnej Ligi Niepodległości Polski. Ponadto był członkiem Tymczasowej Rady Jedności Narodowej.
Osiadł w Wielkiej Brytanii, gdzie zarządzał farmą w Kornwalii, a później znalazł zatrudnienie jako robotnik.
Zmarł 28 marca 1965 r. w Szpitalu Polskim w Penley. Spoczął na Wrexham Cemetery (Sect. G, gr. 13 160-A).

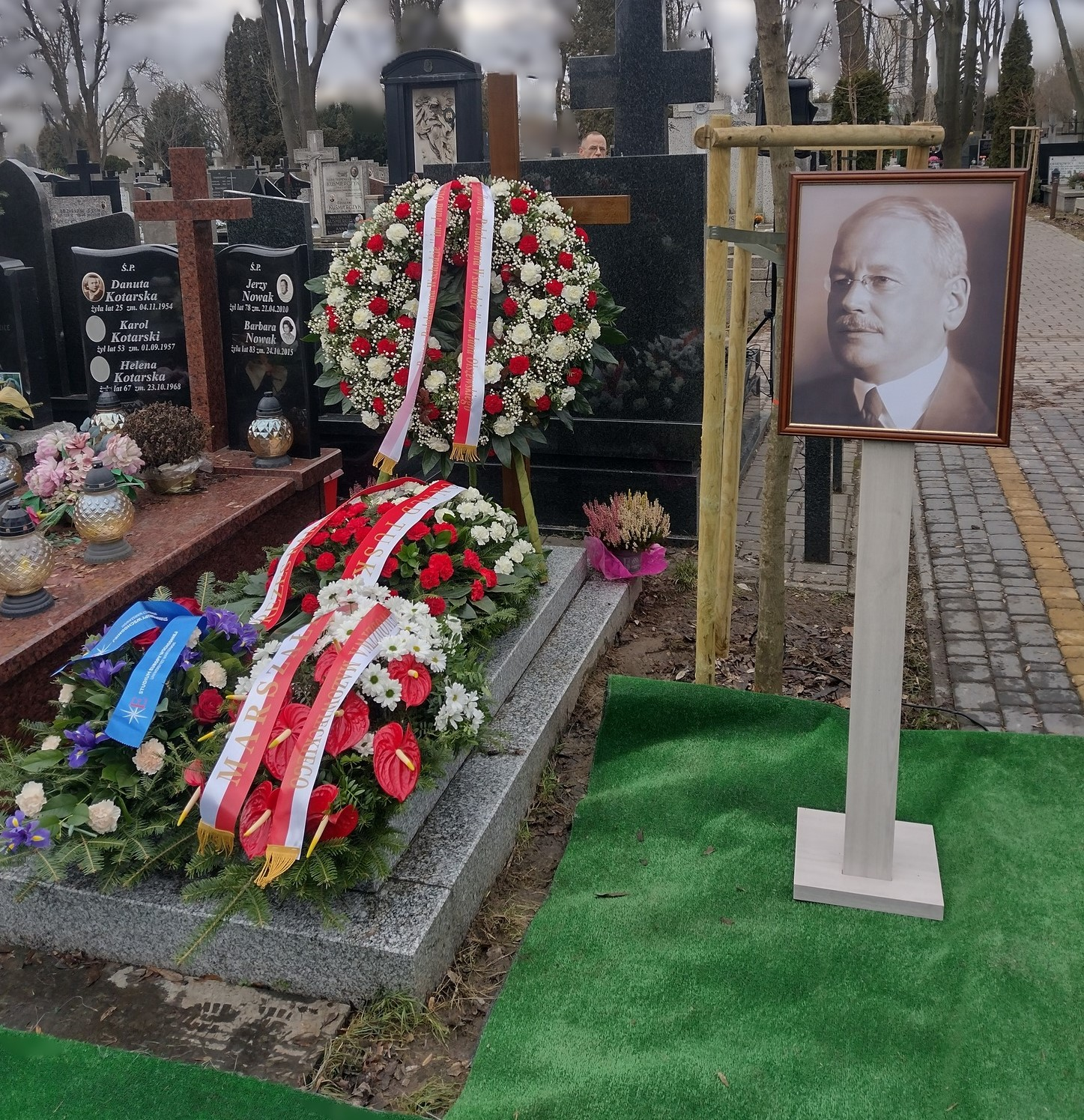
Grób Jerzego Iwanowskiego na Cmentarzu Wolskim w Warszawie

W 2024 r. doczesne szczątki Iwanowskiego zostały sprowadzone do Polski oraz pochowane na Cmentarzu Wolskim w Warszawie.

## Rodzina
Braćmi Jerzego Iwanowskiego byli Wacław Iwanowski – białoruski społecznik i polityk, Tadas Ivanauskas – profesor biologii Uniwersytetu Kowieńskiego, działacz społeczny na Litwie i założyciel lokalnego ogrodu zoologicznego oraz wileński adwokat Stanisław Iwanowski. Miał córki: Wandę, żonę Stanisława Leopolda, po wojnie związaną z malarzem Kajetanem Sosnowskim, Jadwigę za Włodzimierzem Lewandowskim oraz syna Macieja zmarłego w 1936 roku.

## Ordery i odznaczenia
- Krzyż Komandorski z Gwiazdą Orderu Odrodzenia Polski (10 listopada 1928)[16][17]
- Krzyż Walecznych (1922)[18]